# Chelicerca rioensis
Chelicerca rioensis is een insectensoort uit de familie Anisembiidae, die tot de orde webspinners (Embioptera) behoort. De soort komt voor in Brazilië.
Chelicerca rioensis is voor het eerst wetenschappelijk beschreven door Ross in 2003.